# University College Dublin
University College Dublin (UCD) er Irlands største universitet med mere end 20.000 studerende. Det ligger i Irlands hovedstaden Dublin. Universitetet er en del af National University of Ireland. 
Det blev grundlagt 2. december 1908 som University College, Dublin. Det er en fortsættelse af Catholic University of Ireland, som blev grundlagt 18. maj 1854, og som blev ledet af kardinal John Henry Newman. Det hed senere University College Dublin og var underlagt Royal University of Ireland fra 1880.
Det blev i 1960'erne foreslået at slå University College Dublin sammen med University of Dublin, hvis eneste college er Trinity College. Det skete ikke. Et forslag fra 1970'erne, om at University College Dublin skulle være et selvstændigt universitet, er ikke gennemført.

## Sted
University College Dublin lå på Earlsfort Terrace, hvor Royal University of Ireland havde ligget. I 1950'erne flyttede det til bydelen Belfield i den sydlige del af Dublin. Campus er omkring 1,4 km² stor. Flytningen var resultatet af et arbejde fra 1930'erne med at skabe et moderne universitet. Inden 2003 var det meste af universitetet flyttet. 
En af bygningerne, Royal College of Science, i Merrion Street tilhører nu den irske regering og rummer blandt andet Taoiseachs kontor.
University College Dublin havde også en ejendom i Glasnevin, Albert Agriculture College, som nu huser Dublin City University.